# Ворен Бејти
Хенри Ворен Бејти/Бити (енгл. Henry Warren Beatty, IPA:  BAY-tee или  BEE-tee; Ричмонд, 30. март 1937) амерички је глумац, филмски режисер и продуцент.
Бејти је најпознатији по улогама криминалаца Клајда Бероуа у филму Бони и Клајд и Багси Сигела у филму Багзи, детектива Дика Трејсија у истоименом филму и епонимног коцкара Мекејба у филму Коцкар и блудница. Добитник је Оскара за најбољу режију за филм Црвени.
Није у сродству са америчким глумцем Недом Бејтијем.